# Medvedica (affluente del Volga)
La Medvedica (in russo  Медведица?) è un fiume della Russia europea centrale, affluente di sinistra del Volga. Scorre nei rajon Spirovskij, Lichoslavl'skij, Rameškovskij, Kašinskij e Kimrskij dell'oblast' di Tver'.
Ha origine nella parte nordorientale del rialto del Valdaj; scorre inizialmente con corso sinuoso e direzione sudorientale in una zona modestamente rilevata (alture di Lichoslavl'). Prende successivamente direzione più decisamente orientale, curvando verso meridione alcuni chilometri prima della sua foce nel bacino di Uglič (Volga), alcune decine di chilometri a valle di Kimry. Il maggiore centro abitato incontrato nel suo corso è l'insediamento di Verchnjaja Troica.
La Medvedica è gelata in media da novembre ad aprile; è inoltre navigabile nel basso corso.